# RANBP3L
RANBP3L‏ (None) هوَ بروتين يُشَفر بواسطة جين RANBP3L في الإنسان.